# Hans Lichtenstern
Hans Lichtenstern (* 4. Oktober 1948 in München) ist ein ehemaliger deutscher Eisschnellläufer.

## Werdegang
Lichtenstern, der für den DEC Inzell startete, nahm von 1964 bis 1985 an nationalen Wettbewerben teil und wurde im Jahr 1965 deutscher Juniorenmeister im Mini-Mehrkampf. Zudem errang er bei deutschen Meisterschaften fünfmal den zweiten und einmal den dritten Platz im Sprint-Mehrkampf. International startete er erstmals in der Saison 1966/67 und kam in der Saison 1968/69 bei der 3-Bahnen-Tournee in Inzell auf den dritten Platz im Sprint-Mehrkampf sowie auf den ersten Rang über 1500 m. In den folgenden Jahren nahm er an acht Sprintweltmeisterschaften teil (Sprintweltmeisterschaft 1970 in West Allis, 1971 in Inzell, 1972 in Eskilstuna, 1973 in Oslo, 1974 in Innsbruck, 1975 in Göteborg, 1976 in Berlin und 1977 in Alkmaar). Seine beste Platzierung erreichte er im Jahr 1976 mit dem 13. Platz. Bei seiner einzigen Teilnahme an Olympischen Winterspielen im Februar 1972 in Sapporo wurde er Zehnter über 500 m. Nach seiner Karriere war er als Kinderarzt in Pocking tätig.

## Erfolge

### Olympische Spiele
- 1972 Sapporo: 10. Platz 500 m

### Sprint-Weltmeisterschaften
- 1970 West Allis: 25. Platz Sprint-Mehrkampf
- 1971 Inzell: 23. Platz Sprint-Mehrkampf
- 1972 Eskilstuna: 22. Platz Sprint-Mehrkampf
- 1973 Oslo: 26. Platz Sprint-Mehrkampf
- 1974 Innsbruck: 24. Platz Sprint-Mehrkampf
- 1975 Göteborg: 21. Platz Sprint-Mehrkampf
- 1976 Berlin: 13. Platz Sprint-Mehrkampf
- 1977 Alkmaar: 22. Platz Sprint-Mehrkampf

## Persönliche Bestleistungen
| Disziplin | Zeit         | Datum             | Ort    |
| --------- | ------------ | ----------------- | ------ |
| 500 m     | 39,20 s      | 4. März 1972      | Inzell |
| 1000 m    | 1:20,15 min  | 12. März 1976     | Inzell |
| 1500 m    | 2:09,42 min  | 10. März 1976     | Inzell |
| 3000 m    | 4:49,00 min  | 17. November 1974 | Inzell |
| 5000 m    | 8:21,37 min  | 11. Januar 1975   | Berlin |
| 10.000 m  | 17:29,40 min | 1. Februar 1969   | Inzell |